# NGC 6046
NGC 6046 este o galaxie lenticulară situată în constelația . A fost descoperită în 14 martie 1784 de către William Herschel.